# 黄昭堂

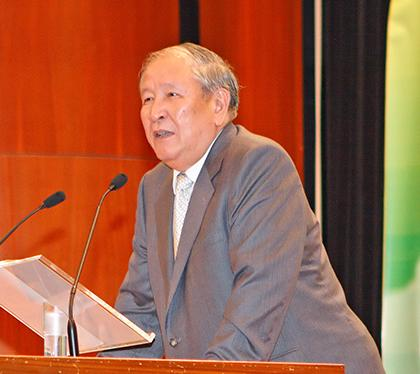
黄昭堂（2008年）

黄 昭堂（こう しょうどう、1932年9月21日 - 2011年11月17日）は、台湾の政治活動家。台湾独立建國聯盟主席、昭和大学名誉教授。

## 略歴
日本統治時代の台湾台南州（後の台南県、現在の台南市）生まれ。
台湾大学法学部卒業後、1958年に東京大学大学院へ留学し社会学博士を取得。聖心女子大学、東京大学講師を経て、1976年から昭和大学の政治学教授となり、1998年まで務めた。
1992年、34年ぶりに台湾へ戻り、1995年には台湾独立建国連盟主席に就任した。
2011年11月17日、動脈剥離のため台北市内の病院で死去。79歳没。

## 主な著書

### 単著
- 『台湾民主国の研究 : 台湾独立運動史の一断章』東京大学出版会、1970年7月10日。NDLJP:12182510。
- 台湾総督府（教育社歴史新書、1981年／ちくま学芸文庫 、2019年）、ISBN 978-4-480-09932-7
- 台湾・爆発力の秘密（祥伝社ノンブック新書、1988年）
- 滅亡へ直進する中国　中国人は共産主義が大嫌いだ（祥伝社ノンブック新書、1990年）
- 台湾独立建国運動の指導者 黄昭堂（宗像隆幸・趙天徳編訳、自由社、2013年）

### 共著
- 大中華主義はアジアを幸福にしない（金美齢との対話、草思社、1997年）、ISBN 978-4794207630
- 続・運命共同体としての日本と台湾―アジアを覆う中国の影（早稲田出版、2005年）、ISBN 978-4898273098
- 台湾の法的地位（彭明敏、東京大学出版会、1976年）